# Un singe en hiver
Un singe  en hiver is een Franse film van Henri Verneuil die werd uitgebracht in 1962.
Het scenario is gebaseerd op de gelijknamige roman (1959) van Antoine Blondin. Verneuil deed voor de tweede keer een beroep op Jean-Paul Belmondo die vanaf dan zijn favoriete hoofdacteur werd. In de film ontmoetten twee acteurs elkaar die behoorden tot een verschillende generatie: Jean Gabin was de succesvolste acteur uit de vooroorlogse cinema en beleefde een tweede carrière in de cinéma de papa na de Tweede Wereldoorlog, de jonge Belmondo kwam recht uit de Nouvelle Vague.

## Verhaal
Albert Quentin leidt een vredig bestaan met zijn vrouw Suzanne in een kleine badplaats in de buurt van Deauville aan de Normandische kust. Zij baten er een hotel uit. Omdat Albert zijn leven dof en banaal vindt vlucht hij nogal dikwijls in de drank en dan herbeleeft hij  zijn militaire dienst als fuselier aan de oevers van zijn geliefde Jangtsekiang in China.
Tijdens Operatie Overlord in 1944 heeft hij zijn vrouw plechtig gezworen geen druppel alcohol meer aan te raken op voorwaarde dat zij de oorlog heelhuids overleven en dat hun hotel onbeschadigd uit de bombardementen komt. Vijftien jaar lang respecteert hij zijn dure eed, alleen zijn herinneringen aan zijn glorietijd in het Verre Oosten geven nog kleur aan zijn leven. 
Op een winteravond klopt Gabriel Fouquet bij het hotel van Albert aan. De jonge man geeft een rusteloze indruk en is van plan zijn dochtertje Marie op te zoeken die op internaat in de buurt zit. Hij heeft nood aan een stevige borrel maar hij moet zich daarvoor naar het dorpscafé begeven. Hij bedrinkt zich om zijn ongelukkige huwelijk met Claire die in Madrid leeft en zijn schuldgevoelens ten opzichte van Marie te vergeten. Albert ziet een lotgenoot in Gabriel, hij merkt dat Gabriel van Spanje en van stierengevechten droomt net zoals hij van zijn legerdienst. Algauw slaat het noodlot toe: Albert vergeet zijn belofte en gaat zich bezatten met Gabriel.

## Rolverdeling
| Acteur              | Personage        | Beschrijving                         |
| ------------------- | ---------------- | ------------------------------------ |
| Jean Gabin          | Albert Quentin   | hotelier                             |
| Jean-Paul Belmondo  | Gabriel Fouquet  |                                      |
| Suzanne Flon        | Suzanne Quentin  | de vrouw van Albert                  |
| Noël Roquevert      | Landru           | de uitbater van de 'Chic Parisien'   |
| Paul Frankeur       | Esnault          | de cafébaas                          |
| Anne-Marie Coffinet | Simone           | de dienster van Esnault              |
| Gabrielle Dorziat   | mevrouw Victoria | de directrice van het pension Dillon |
| Marcelle Arnold     |                  | de verpleegster van het pension      |
| Lucien Raimbourg    |                  | de tuinman van het pension           |
| Geneviève Fontanel  | Marie-Jo         | de dienster van het hotel            |